# Beraea
Beraea é um género de insetos da família Beraeidae.
O género foi descrito em 1833 por Stephens e tem distribuição cosmopolita.
Espécies:
- Beraea maurus (Curtis, 1834)[1]
- Beraea pullata (Curtis, 1834)[1]